# 德國的集體罪責

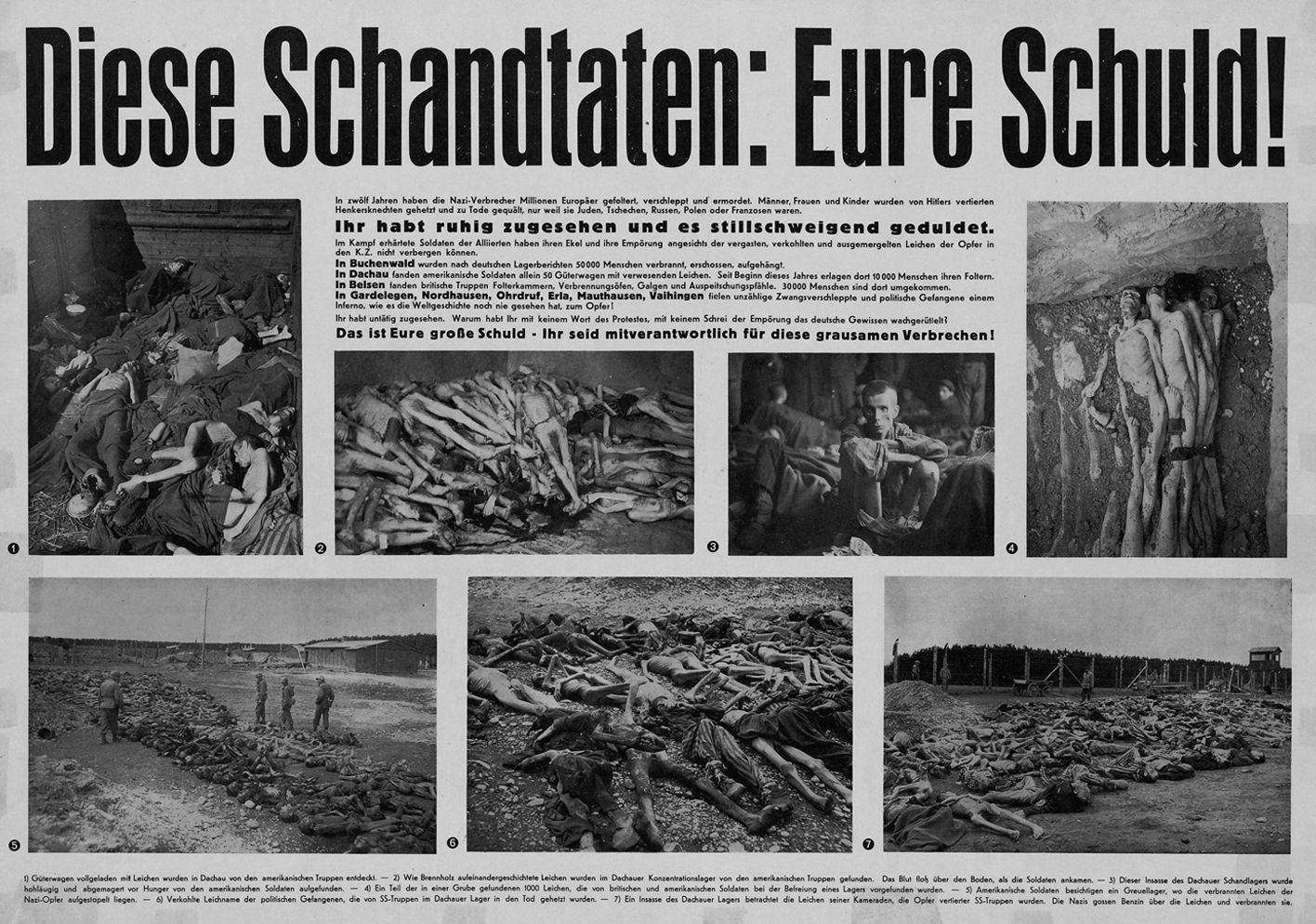
“这些暴行：都是你們的错！”一张向德国民众展示集中營的海報

德国的集体罪責（德語：Kollektivschuld），是指將納粹德国在第二次世界大战期間發動大屠杀的事件，归咎于全體德国人民的集体罪责。
瑞士精神分析学家卡尔荣格在1945年写了一篇有影响力的文章，討論了德國的集體罪責这个概念。作为一個集體心理现象，他声称德国人民對於自己的同胞所犯下的暴行，感觉到一种集体的罪惡感（Kollektivschuld）。卡尔荣格認為德國人的集体罪责，對於心理学家而言，是確實存在的現象，而讓德国人意識到集体罪惡感，將是治療這種罪惡感中最重要的一個任務之一。
第二次世界大战后，占领德國的美英部队，仍然持續藉由宣传活动，灌輸德國民眾應該感到羞耻和愧疚的想法。其中包括使用海报描绘了集中营的狀況，並搭配如「这些暴行:都是你們的错！」的口號。
1945年，斯圖加特宣言發表，神学家馬丁·尼莫拉和其他牧师們，接受德國集體罪責的概念。1946年，同時是哲学家與心理学家的卡尔·雅斯贝尔斯用「對德國集體罪責的詰問」作為標題，在課堂上對學生進行講課。

## 相關連結
- 希特勒意志的執行者們（英语：Hitler's Willing Executioners）
- 白人內疚感
- 納粹不法受害者補償（英语：Wiedergutmachung）